# Reyong
El reyong, también llamado réong, riong, riyong, es un instrumento musical de percusión perteneciente a la familia de los idiófonos que se asocia principalmente con la orquesta gamelán típica de Bali y de Lombok en Indonesia.

## Descripción
El instrumento es una especie de carillón compuesto por un número de entre 4 y 12 gongs de bronce con forma de cacerolas de diversos tamaños afinados en diferentes tonos. Los gongs suelen colocarse en hilera suspendidos horizontalmente sobre un marco, aunque en ciertas ocasiones se pueden retirar del marco y ser tocados por separado. Por lo general estos metalófonos se emplean para tocar figuraciones melódicas con ritmos entrelazados de tipo kotekan.
Una forma arcaica del gamelán angklung incluye dos reyong, cada uno de los cuales consta de dos pequeños gongs con relieve unidos sin apretar a cada extremo de una barra de madera que descansa sobre el regazo del intérprete. En el Templo de Penataran del siglo XIV situado en Java Oriental aparece representado un reyong formado por cuatro pequeños gongs con diferentes afinaciones. El gamelán angklung contemporáneo por lo general cuenta con un reyong de ocho piezas, mientras que el del gamelán gong gede tiene entre cuatro y seis. El reyong de mayor tamaño, que suele tener 12 piezas, se encuentra en gamelán gong kebyar. Para la interpretación musical son necesarios cuatro ejecutantes a la vez, cada uno con dos mazos o baquetas tocando en el característico estilo entrelazado.
Las gongs que conforman un reyong pueden retirarse del marco para formar parte del conjunto procesional del gamelán beleganjur. Se sostienen para interpretarlos de forma individual como bonang en estilo hoquetus o kotekan.